# 2. szimfónia (Beethoven)
A 2. szimfóniát Ludwig van Beethoven 1801 és 1802 között komponálta, és az ősbemutatója 1803. április 5-én volt a Theater an der Wienben. A mű keletkezésének éve egy időbe esik a heiligenstadti végrendelet megírásával. Beethoven ekkor már tudta, hogy teljes süketség vár rá, és a társadalmon kívül fog élni, és ebben a vigasztalhatatlan lelkiállapotban írta meg ezt a szimfóniát, ami teljesen ellentmond a külső világnak, és egy igazán derűs, fiatalos tüzes erő jellemzi.
A 2. szimfónia keletkezéséről jóval többet tudunk, mint az elsőről. Beethoven a következőket mondta a szimfónia kapcsán: „Rossz szokásom szerint e szimfóniámat sem a kabátom ujjából ráztam ki”. Lassú és gondos munkával készült a szimfónia, aprólékos módon csiszolgatta minden témáját, míg azok tökéletesek nem lettek. Három partitúrát írt, és Cipriani Potter szerint a harmadik egészen más volt, mint az első. A szimfónia még a régi keretek között íródott, mintegy betetőzése a régi iránynak, az Eroica pedig kiindulópontja lesz az újnak.

## Keletkezés, háttér

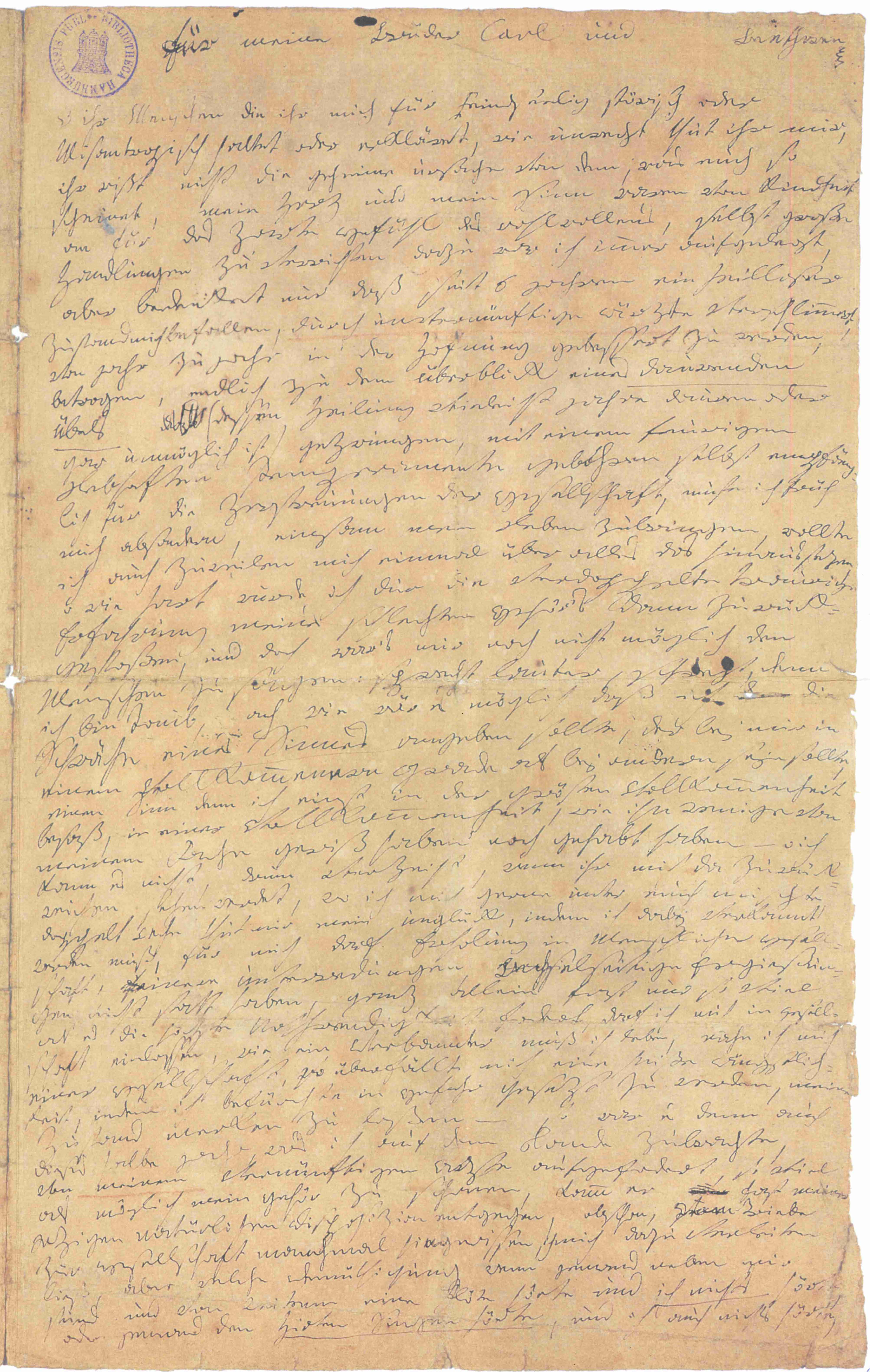
A Heiligenstadti-testamentum kézirata

A 2. szimfónia munkamenetéről már többet tudunk, mint az 1. szimfóniáéról. A munka fő része az 1801–1802-es években zajlott. Beethoven egyik vázlatkönyvében a Prométheusz-baletthez készült zenei jegyzetek mellett találjuk meg az első tételhez készült zenei vázlatokat. Egy másik vázlatkönyvében a fináléhoz találunk jegyzeteket. Erről Nottenbohm kimutatta, hogy Beethoven 1801 októberétől 1802 májusáig használta, és ebbe a vázlatkönyvben a finálé majdnem teljes alakját találjuk. Beethoven még a bemutató idején is több változtatást hajtott végre a kéziraton. Állítólag három különböző változat volt, ám ezek nem maradtak fenn, csak a végleges partitúrát ismerjük.
A szimfónia keletkezésének ideje egybeesik az 1802. október 6-án kelt Heiligenstadti-testamentummal. Alig találunk olyan Beethoven-művet, ami ennyire ellentmond a külső életviszonyoknak. Egyes kutatók szerint ez a tragikus lelkiállapot Beethovennél csak múló, futó dolog volt. Azzal támasztják alá hogy Beethoven a zene nyelvén sokkal őszintén tudott kommunikálni, mint írásbeli fogalmazásban, és az ebben az időben keletkezett művei, többek között a 2. szimfónia is, az élni akarását támasztják alá, szemben a Heiligenstadti-végrendelet szövegével, ami az élettől búcsúzó ember hangja volt.
Lichnowsky herceg, akinek a 2. szimfóniát ajánlotta, hatszáz forint évjáradékot fizetett neki, Lobkowitz Ferdinánd herceg pedig házi zenekarát bocsátotta rendelkezésére.

## Hangszerelés
- 2 fuvola
- 2 oboa
- 2 klarinét (A)
- 2 fagott
- 2 kürt (D, E)
- 2 trombita (D)
- üstdob
- I. hegedű
- II. hegedű
- brácsa
- cselló
- nagybőgő

## A mű hatása
A második mérete és kidolgozási módja messze maga mögött hagyja elődei szimfóniáit. Különösen a második és a negyedik tétel széles formája, ötletes és színes szólamjátéka viszi előbbre a szimfóniát. A kortársak egy része elragadtatással írt a szimfóniáról. Különösen az I. tételt és a Scherzót nevezték „hatalmas”-nak, „kolosszális”-nak. A második Larghetto tétel hatástalan maradt, míg az utolsó tételt túl bizarrnak találták. Beethoven nagyra tartotta ezt a művét, annak ellenére, hogy tudjuk, önmaga legszigorúbb kritikusa volt.
Beethoven a művet második szerzői estjén, 1803. április 5-én mutatta be.